# Eduard Kava
Edward Kawa, O.F.M.Conv. (em ucraniano: Едвард Кава; nascido em 17 de abril de 1978) é um prelado católico ucraniano, atual bispo de Kamyanets-Podilskyi.

## Vida
Dom Kawa nasceu na família polonesa de Stanisław e Kazimiera (nascida Dorosz) Kawa na Ucrânia Ocidental. Após a formatura do ensino escolar, ingressou na Ordem dos Frades Menores Conventuais em 1995;  fez a profissão em 28 de setembro de 1997 e a profissão solene em 15 de dezembro de 2001, e foi ordenado sacerdote em 1 de junho de 2003, pelo Arcebispo Tadeusz Kondrusiewicz, após a formatura do Seminário Teológico Franciscano Maior de Cracóvia, Polônia e Maior Seminário Teológico de Maria - Rainha dos Apóstolos em São Petersburgo, Rússia.
Retornou à Ucrânia em 2003 e começou a trabalhar nas paróquias franciscanas e como superior nas diversas comunidades franciscanas locais. Durante 2016–2017 ele serviu como Guardião do convento da paróquia de Santo Antônio em Lviv. 
Em 13 de maio de 2017, foi nomeado pelo Papa Francisco como segundo Bispo Auxiliar da Arquidiocese de Lviv, Ucrânia e Bispo Titular de Cilibia. Em 21 de junho de 2017, ele foi consagrado bispo pelo Arcebispo Metropolita Mieczysław Mokrzycki, na Catedral da Assunção da Bem-Aventurada Virgem Maria de Lviv; os principais co-consagradores foram o Arcebispo Claudio Gugerotti, Núncio Apostólico na Ucrânia, e Dom Stanislav Szyrokoradiuk, OFM, Bispo de Kharkiv-Zaporizhia.
O Bispo Kava pronunciou-se em diversas ocasiões sobre a invasão russa da Ucrânia. Imediatamente após a invasão, em fevereiro de 2022, criticou os seus irmãos bispos na Alemanha, Bielorrússia e Alemanha, por não falarem abertamente sobre a situação.
Na Conferência Episcopal Ucraniana, tornou-se presidente da Comissão das Ordens e Congregações Femininas e, em 2023, secretário-geral da Conferência. Assumiu também o cargo de coordenador do Secretariado Técnico da Ação "Papa pela Ucrânia".
Em 1 de julho de 2025, o Papa Leão XIV o nomeou Bispo de Kamyanets-Podilskyi dos Latinos, sucedendo Monsenhor Leonid Maksymilian Dubrawski.